# Monodontomerus indiscretus
Monodontomerus indiscretus är en stekel som beskrevs 1941 av Charles Joseph Gahan. Arten ingår i släktet Monodontomerus och familjen gallglanssteklar. Arten förekommer i USA och inga underarter finns listade i Catalogue of Life.